# 舞氏
舞氏（まいし）は伊勢武田家の家臣にあたる志摩城代の氏家。

## 概要

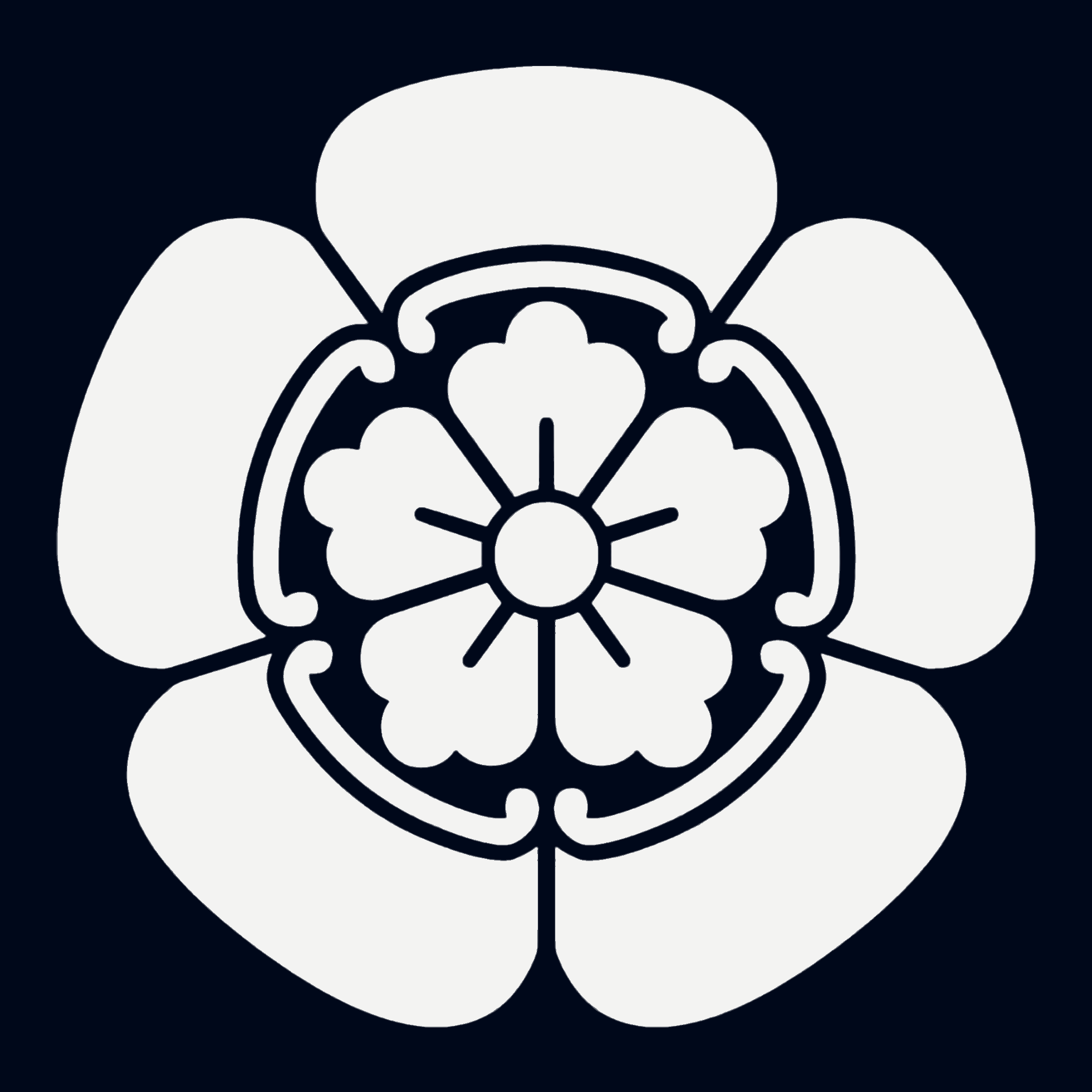
舞氏

舞兼頼の家紋

甲斐武田家とは1556年ごろ舞兼頼が甲斐へ行ったことで伊勢湾衆となった。
| 明田にあった回数 | 数 | 内容     | 関係           |
| ---------------- | -- | -------- | -------------- |
| 志摩武田家       | ２ | ？       | ？             |
| 松兼頼           | ２ | ？       | ？             |
| 舞氏             | ６ | 小笠原氏 | 志摩武田家家臣 |

| サブスタブ | この項目は、まだ閲覧者の調べものの参照としては役立たない、書きかけの項目です。この項目を加筆・訂正などしてくださる協力者を求めています。このテンプレートは分野別のサブスタブテンプレートやスタブテンプレート（Wikipedia:分野別のスタブテンプレート参照）に変更することが望まれています。 |